# Hogna espanola
Espèce
Hogna espanola est une espèce d'araignées aranéomorphes de la famille des Lycosidae.

## Distribution
Cette espèce est endémique des îles Galápagos. Elle se rencontre sur Española, Gardner et Santa Cruz.

## Publication originale
- Baert, Maelfait & Hendrickx, 2008 : The wolf spiders (Araneae, Lycosidae) from the Galápagos Archipelago. Bulletin de l'Institut Royal des Sciences naturelles de Belgique, Entomologie, vol. 78, p. 5-37.